# Крючков, Николай Афанасьевич
Никола́й Афана́сьевич Крючко́в (24 декабря 1910  [6 января 1911], Москва — 13 апреля 1994, Москва) — советский и российский актёр. Герой Социалистического Труда (1980), народный артист СССР (1965), лауреат Сталинской премии I степени (1941), кавалер двух орденов Ленина (1940, 1980).

## Биография
Родился 24 декабря 1910 (6 января 1911) года в Москве, в рабочей семье.
В 14 лет поступил в ФЗУ при «Трёхгорной мануфактуре», где учился на гравёра-накатчика, там же начал выступать в художественной самодеятельности.
В 1928—1930 годах учился в школе актёрского мастерства при Московском центральном театре рабочей молодёжи. Учёбу совмещал с работой на фабрике «Трёхгорная мануфактура». Театральный дебют состоялся в 1927 году в постановке «1905 год». С 1928 по 1933 годы — актёр Московского центрального театра рабочей молодёжи (ТРАМ; ныне — «Ленком»); учился у Николая Хмелёва, Ильи Судакова и Игоря Савченко.
Дебютом в кино стала роль сапожника Сеньки в фильме Б. В. Барнета «Окраина» (1933).
С 1934 года — актёр киностудии «Межрабпомфильм» (с 1936 — «Союздетфильм», с 1948 — киностудия имени М. Горького). 
С началом Великой Отечественной войны хотел уйти на фронт, но в военкомате ему отказали, посчитав, что стране он нужнее как актёр. Продолжал сниматься в кино, в том числе в роли военных. Выступал в составе концертных бригад на фронтах.
В 1941—1945 годах — актёр киностудии «Мосфильм» и ЦОКС.
С 1945 года — актёр Театра-студии киноактёра.
В 1953 году вступил в КПСС. 
Член Союза кинематографистов СССР.
Автор книги «Чем жив человек» (1987).

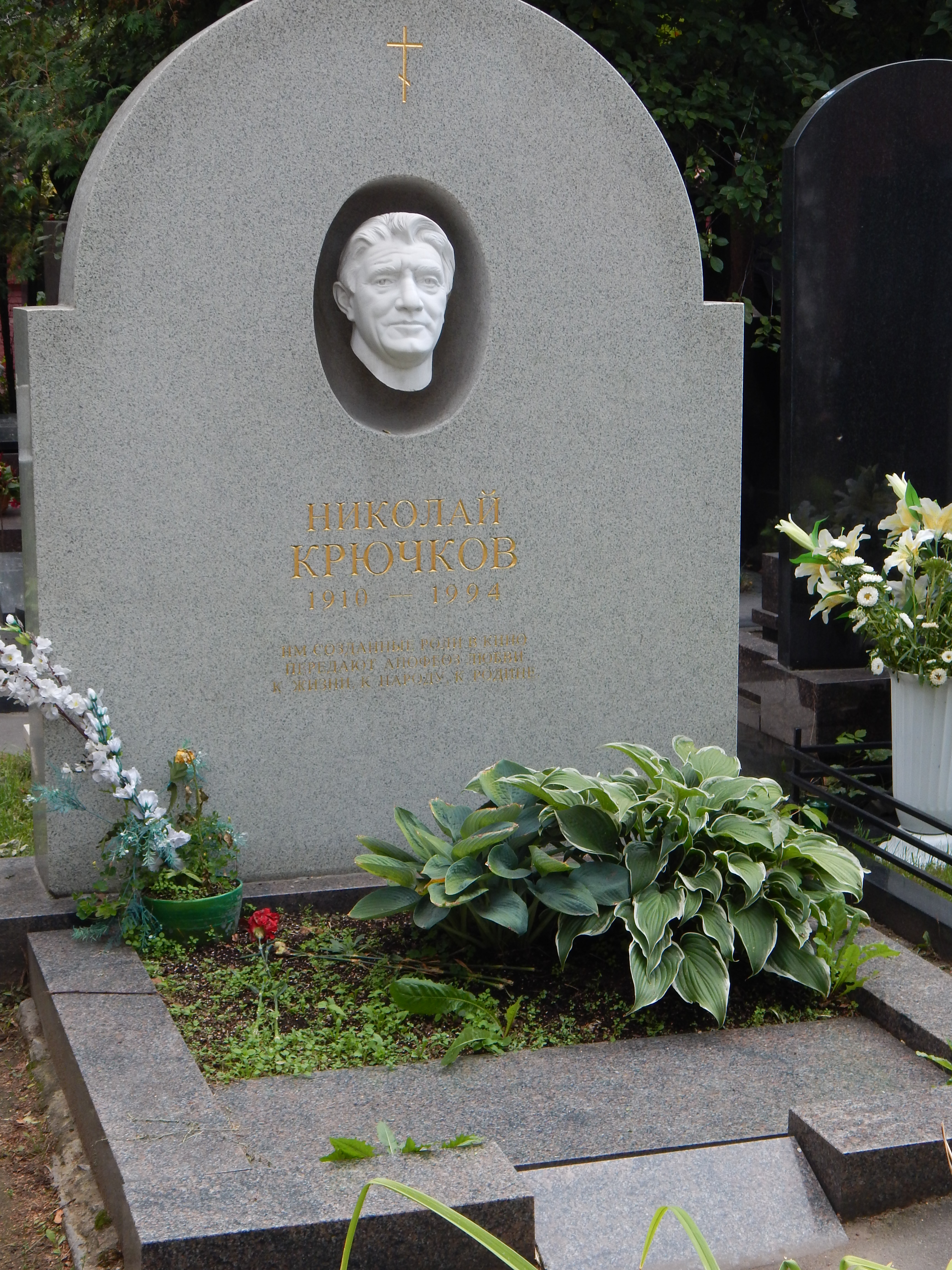
Могила Николая Крючкова на Новодевичьем кладбище Москвы

Всего за долгие годы творческой деятельности сыграл около ста тридцати ролей в фильмах.
Умер 13 апреля 1994 года в Москве. Похоронен на Новодевичьем кладбище (участок № 10).

## Семья
Внебрачный сын — Борис, получил инженерное образование. Женат, есть дети и внуки.
Первая жена — Мария Пастухова (1918—2003), актриса; народная артистка РСФСР (1976). Познакомились на съёмках фильма «Трактористы» (1939). Развелись в 1945 году.
Вторая жена — Алла Парфаньяк (1923—2009), актриса; заслуженная артистка РСФСР (1977). Познакомились на съёмках фильма «Небесный тихоход» (1945). Вместе прожили более десяти лет. Сын — Николай.
Третья жена — Зоя Кочановская, лыжница; мастер спорта СССР. Познакомились на съёмках фильма «Домой» (1960). Погибла в Ленинграде через три месяца после свадьбы — её сбила машина.
Четвёртая жена — Лидия Николаевна Крючкова, ассистент режиссёра. Прожили вместе до самой смерти актёра. Приёмная дочь — Эльвира. Внучка — Екатерина.

## Творчество

### Театральные работы
Московский Театр рабочей молодёжи (ТРАМ) (1931)
- 1931 — «Тревога» Ф. Ф. Кнорре — Петухов[уточнить]

Театр-студия киноактёра (1950-1951)
- 1950 — «Бранденбургские ворота» (постановка Б. А. Бабочкина) — Охотин
- 1951 — «Бедность не порок» (постановка А. Д. Дикого) — Любим Торцов

### Фильмография
- 1932 — Горизонт — партизан (нет в титрах)
- 1933 — Окраина — сапожник Сенька Кадкин
- 1933 — Частный случай — Андрей Журба
- 1935 — Любовь и ненависть — Миша, шахтёр, муж Веры
- 1935 — У самого синего моря — Алёша
- 1936 — Глюкауф — Сенька Прудников
- 1936 — Тринадцать — Николай Гусев (нет в титрах)
- 1937 — Возвращение Максима — солдат в вагоне (нет в титрах)
- 1937 — За Советскую Родину — Юкка
- 1937 — Балтийцы — матрос
- 1937 — Тайга золотая — друг Мраморова
- 1938 — Выборгская сторона — погромщик винных погребов (нет в титрах)
- 1938 — Год девятнадцатый — гонец
- 1938 — Друзья из табора (короткометражный) — раненый боец
- 1938 — Комсомольск — Андрей Сазонов
- 1938 — На границе — Иван Николаевич Тарасов
- 1938 — Человек с ружьём — Сидоров (нет в титрах)
- 1939 — Большая жизнь — сотрудник НКВД (нет в титрах)
- 1939 — Ночь в сентябре — Степан Кулагин
- 1939 — Станица Дальняя — Михаил Агеев
- 1939 — Трактористы — Клим Ярко
- 1939 — Член правительства — Никита Соколов
- 1939 — Щорс — провокатор
- 1940 — Брат героя — Климентий Черемыш
- 1940 — На путях (короткометражный) — Рогаткин
- 1940 — Салават Юлаев — Хлопуша
- 1940 — Яков Свердлов — Николай Трофимов
- 1941 — Боевой киносборник № 6 (новелла «Боевая песнь о славе русского оружия») — старший лейтенант-артиллерист
- 1941 — В тылу врага — Бойков
- 1941 — Свинарка и пастух — Кузьма Петров
- 1942 — Антоша Рыбкин — командир подразделения
- 1942 — Котовский — Кабанюк / Загари
- 1942 — Парень из нашего города — Сергей Луконин
- 1943 — Во имя Родины — капитан Сафонов
- 1943 — Фронт — Сергей Горлов
- 1944 — Малахов курган — капитан 3 ранга Лихачёв
- 1945 — Небесный тихоход — майор Булочкин
- 1947 — Свет над Россией — Александр Рыбаков
- 1948 — Три встречи — Максим Корнев
- 1949 — Звезда — сержант Мамочкин
- 1949 — Сталинградская битва — полковник Иванов
- 1949 — Счастливый рейс — Петя Синичкин
- 1950 — Огни Баку — Иван Парамонов
- 1950 — Щедрое лето — Назар Проценко
- 1951 — Спортивная честь — Иван Николаевич, тренер
- 1952 — Максимка — боцман Тарас Матвеич
- 1952 — Садко — Омельян Данилович
- 1954 — «Богатырь» идёт в Марто — Егор Плошкин, старший матрос
- 1954 — Море студёное — Алексей Химков
- 1954 — Об этом забывать нельзя — Родион Егоров
- 1954 — Тревожная молодость — Тимофей Сергушин
- 1955 — Дело Румянцева — Корольков
- 1955 — Эрнст Тельман — вождь своего класса — командир советских танкистов
- 1956 — Бессмертный гарнизон — Кухарьков
- 1956 — Поэт — Царёв
- 1956 — Сорок первый — комиссар Евсюков
- 1957 — Всего дороже — Фёдор Сергеевич Костомаров
- 1957 — Ленинградская симфония — Поляков, лётчик
- 1957 — Тайны мудрого рыболова — Николай Афанасьевич, актёр (камео), рыболов-любитель
- 1957 — Удивительное воскресенье — шофёр такси
- 1958 — Матрос с «Кометы» — Корней Петрович, боцман
- 1958 — Над Тиссой — Михаил Скибан
- 1958 — Юность наших отцов — Фролов
- 1959 — Баллада о солдате — генерал
- 1959 — Жестокость — Ефрем Ефремович, начальник угрозыска
- 1959 — Майские звёзды — сержант Платонов
- 1959—1961 — Поднятая целина — Устин Михайлович Рыкалин
- 1960 — Домой — Евсей Первунин
- 1960 — Яша Топорков — Силух
- 1961 — Алёнка — Роман Семёнович, директор совхоза
- 1961 — Годы девичьи — Трофим Иванович
- 1961 — Иду к вам — Рева, боцман
- 1961 — Музыка Верди — командир корабля
- 1961 — Сердце не прощает — браконьер
- 1962 — Гусарская баллада — Иван
- 1962 — Капроновые сети — Иван Захарович, отец Бориса
- 1962 — Остров Ольховый (короткометражный) — Илья Петрович
- 1962 — Суд — Семён Тетерин
- 1963 — киноальманах Большой фитиль (новелла «Гудок») — председатель колхоза
- 1963 — Город — одна улица — милиционер
- 1963 — День счастья — Тимофей, портной, отец Риты
- 1964 — Весенние хлопоты — Иван Иванович Щёткин
- 1964 — Женитьба Бальзаминова — Неуеденов
- 1964 — Жили-были старик со старухой — Анатолий, директор совхоза
- 1964 — Какое оно, море? — Иван Данилович
- 1964 — Ко мне, Мухтар! — комиссар милиции
- 1964 — Трудный переход — Агбалов
- 1964 — Я — «Берёза» — дядько Левко
- 1965 — Дайте жалобную книгу — Николай Иванович
- 1965 — Комэск (короткометражный) — Петрович, комэск
- 1965 — Новогодний календарь
- 1965 — Преемник — генерал Николаев
- 1966 — Заблудший — Евсей Трофимович
- 1966 — Дядюшкин сон — Афанасий Матвеевич Москалёв
- 1966 — Наводнение — Михаил, лодочник
- 1966 — Нет и да — председатель комиссии
- 1966 — По тонкому льду — Пароконный
- 1967 — Встречи — генерал Николаев
- 1967 — Доктор Вера — Наседкин
- 1968 — Далеко на западе — Иван Захаров
- 1968 — День ангела — Иван Антонович, старпом
- 1968 — Служили два товарища — взводный командир
- 1969 — Золото — лесник, партизанский связной
- 1970 — Морской характер — Помпей Ефимович Карасёв
- 1971 — Большие перегоны — Касьян Кузьмич, машинист
- 1971 — Телеграмма — Иван Яковлевич, генерал-полковник
- 1972 — Адрес вашего дома — Панас Байда
- 1973 — Дело было, да? — Солодовников
- 1974 — День начинается в полночь
- 1975 — Горожане — Батя, таксист
- 1975 — Когда наступает сентябрь — подполковник Иванов
- 1976 — Семьдесят два градуса ниже нуля — Иван Гаврилов
- 1977 — Мой друг дядя Ваня — Иван Сергеевич Балашов
- 1977 — Ты иногда вспоминай — Герасим Васильевич
- 1978 — Бархатный сезон — Бур, капитан теплохода
- 1979 — Осенний марафон — дядя Коля
- 1980 — Особо важное задание — Панченко, старший бригадир
- 1981 — Цыганское счастье — Захар Алексеевич Касьянов, кузнец
- 1982 — Без году неделя — капитан Яруга
- 1983 — Дамское танго — дед Платон
- 1983 — Человек на полустанке — Прохор Тимофеевич Афанасьев, путевой обходчик
- 1985 — Битва за Москву — старик в Вязьме
- 1986 — Верую в любовь — генерал-майор Сергей Ильич Луконин
- 1986 — Досье человека в «Мерседесе» — Фёдор Никифорович, отец Светланы
- 1987 — Вспомним, товарищ
- 1987 — Мирное время Романа Шмакова (киноальманах «Наездники») — отец Антонины
- 1987 — Первая встреча, последняя встреча — Пров Лаврентьевич, пристав
- 1989 — Сталинград — старый капитан
- 1991 — Царь Иван Грозный — Коршун
- 1993 — Ангелы смерти — старый капитан

#### Озвучивание
- 1955 — Весенние заморозки — Екаб (роль К. Клетниека)

#### Участие в фильмах
- 1979 — Баллада о спорте (документальный)
- 1979 — Профессия — киноактёр (документальный)
- 1979 — Спорт Страны Советов (документальный) — болельщик на хоккейном матче СССР-ЧССР
- 1987 — …Всё, что на сердце у меня… (документальный)

## Награды и звания
Государственные награды:
- Герой Социалистического Труда (1980)[6][9][10]
- Заслуженный артист РСФСР (21.11.1942)[15][неавторитетный источник]
- Народный артист РСФСР (06.03.1950)[15][неавторитетный источник]
- Народный артист СССР (1965)[6][9][10]
- Сталинская премия первой степени (1941) — за исполнение роли Клима Ярко в фильме «Трактористы» (1939)[6][9][10]
- три ордена Трудового Красного Знамени (1939 — за исполнение роли Тарасова в фильме «На границе» (1938); 1967, 1971)[15][неавторитетный источник]
- два ордена Ленина[15][неавторитетный источник]

1. 23.05.1940 — за особые заслуги в деле развития советской кинематографии (как артист-исполнитель роли Клима Ярко в фильме «Трактористы» (1939))
2. 1980

- орден Красной Звезды (14.04.1944)[15][неавторитетный источник]
- орден Октябрьской Революции (1974)[13]
- орден Отечественной войны I степени (1985)[источник не указан 415 дней]
- Медаль «За доблестный труд. В ознаменование 100-летия со дня рождения Владимира Ильича Ленина»[источник не указан 415 дней]
- Медаль «За доблестный труд в Великой Отечественной войне 1941—1945 гг.»[источник не указан 415 дней]
- Медаль «За освоение целинных земель»[источник не указан 415 дней]

Другие награды, премии, поощрения и общественное признание:
- Медаль «В память 800-летия Москвы»[источник не указан 415 дней]
- Вторая премия VI Всесоюзного кинофестиваля (Алма-Ата, 1973) — за лучшее исполнение мужской роли в фильме «Адрес вашего дома» (1972)[9][16][17]
- Знак «Отличник кинематографии СССР» (1980) — за многолетнюю плодотворную работу в кинематографии[18]
- «Ника» в номинации «Честь и достоинство» (1990)[9][19]
- Приз кинофестиваля «Созвездие» (1991) — за выдающийся вклад в профессию[9]
- Приз кинофорума «Золотой Витязь» (1992) — за выдающийся вклад в славянский кинематограф

## Память
Творчеству и памяти артиста посвящены документальные фильмы и телепередачи
- «Эпоха великого Крючкова» («Россия», 2003)[20]
- «Николай Крючков. „Легенды мирового кино“» («Культура», 2004)[21]
- «Последняя любовь Николая Крючкова» («Первый канал», 2008)[22]
- «Николай Крючков. „Парень из нашего города“» («ТВ Центр», 2009)[23]
- «Самый народный артист Николай Крючков» («Первый канал», 2011)[24]
- «Николай Крючков. „Острова“» («Культура», 2011)[25]
- «Николай Крючков. „Последний день“» («Звезда», 2019)[26]
- «Николай Крючков. „Легенды кино“» («Звезда», 2019)[27]
- «„Раскрывая тайны звёзд“: Николай Крючков» («Москва 24», 2018)[28]
- «„Звёзды советского экрана“: Николай Крючков» («Москва 24», 2020)[29]

Другое
- В 2001[5] и 2011 годах были выпущены почтовые марки России, посвящённые актёру.

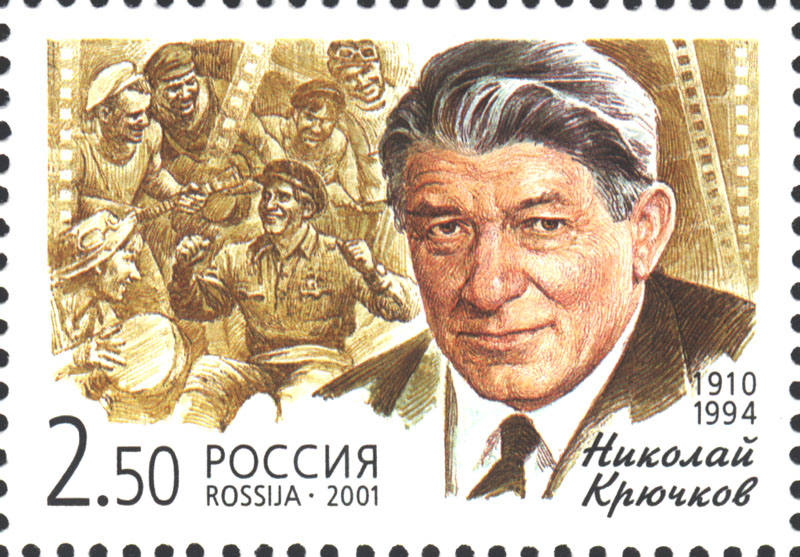
Марка России, 2001
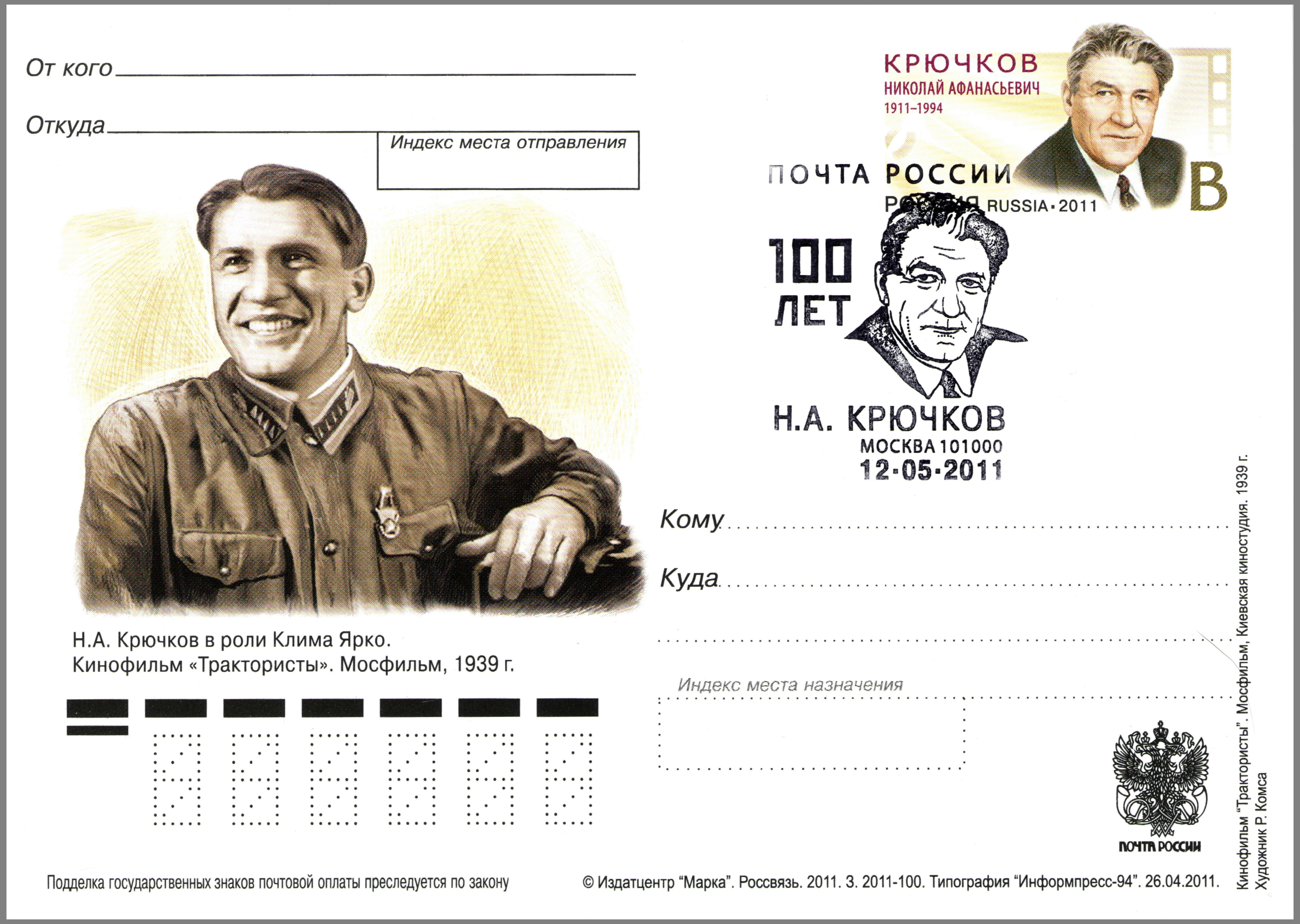
Конверт и марка, 2011